# Abbacadabra
ABBAcadabra, engelsk teaterföreställning med premiär julen 1983 på Lyric Theatre i Hammersmith, London. 
Föreställningen byggde på en fransk berättelse av Alain och Daniel Boublil och huvudrollen spelades av Elaine Paige. Teaterstycket var en blandning av en pantomim och musikal. De musikaliska inslagen var dels nyskrivet material samt 14 klassiska Abba-melodier med nyskrivna texter. Föreställningen fick blandad kritik av de engelska recensenterna. De ansåg framförallt att historien, som handlar om några barn som med hjälp av en dator hamnar i en sagovärld och får möta klassiska sagofigurer som Pinocchio, Askungen och Törnrosa, var alltför tunn och rörig. Abbacadabra sålde ändå slut under de åtta veckor som föreställningen varade.
Den franska originalversionen gjordes för film, och en av de medverkande var tidigare Abba-medlemmen Anni-Frid Lyngstad. Anni-Frid sjöng på både den franskspråkiga och engelskspråkiga skivutgåvorna av filmmusikalen.
ABBAcadabra gjordes även i en nederländskspråkig version på scen och skiva, med bland andra Bonnie St. Claire i en av rollerna.